# Georges Leclanché
Georges Leclanché (ur. 1839, zm. 1882) – francuski chemik. W 1866 roku wynalazł węglowo-cynkowe ogniwo Leclanchégo, będące obecnie najpopularniejszym ogniwem galwanicznym występującym powszechnie w handlu np. jako popularne tzw. baterie paluszki (o napięciu 1,5 V) lub baterie płaskie (o napięciu 4,5 V) – trzy ogniwa połączone szeregowo.